# Suphalomitus excavatus
Suphalomitus excavatus là một loài côn trùng trong họ Ascalaphidae thuộc bộ Neuroptera. Loài này được C.-k. Yang miêu tả năm 1999.